# Gradišče pri Materiji
Gradišče pri Materiji je naselje v Občini Hrpelje  - Kozina.